# Montego Bay Sports Complex
Der Montego Bay Sports Complex (auch bekannt als Catherine Hall Sports Complex) ist ein Fußballstadion mit Leichtathletikanlage in Montego Bay, Jamaika. Es besitzt eine Kapazität von 7.000 Zuschauern.

## Geschichte
Das Stadion wurde am 5. Juni 2010 eröffnet. Seit der Eröffnung trägt die jamaikanische Fußballnationalmannschaft und Montego Bay United hier ihre Spiele aus. Im November 2014 war das Stadion Austragungsort aller Spiele der Fußball-Karibikmeisterschaft. Im Januar 2015 finden im Montego Bay Sports Complex und im Independence Park von Kingston die Partien der CONCACAF U-20-Meisterschaft statt.